# Jnan El Ouard
Jnan El Ouard (àrab: جنان الورد, Janān al-Ward; amazic estàndard marroquí: ⵊⵏⴰⵏ ⵍⵡⴰⵔⴷ, Jnan Lward) és un dels sis arrondissements de la ciutat de Fes, dins de la prefectura de Fes, a la regió de Fes-Meknès, al Marroc. Segons el cens de 2014 tenia una població total de 201.011 persones.